# Фрателлини

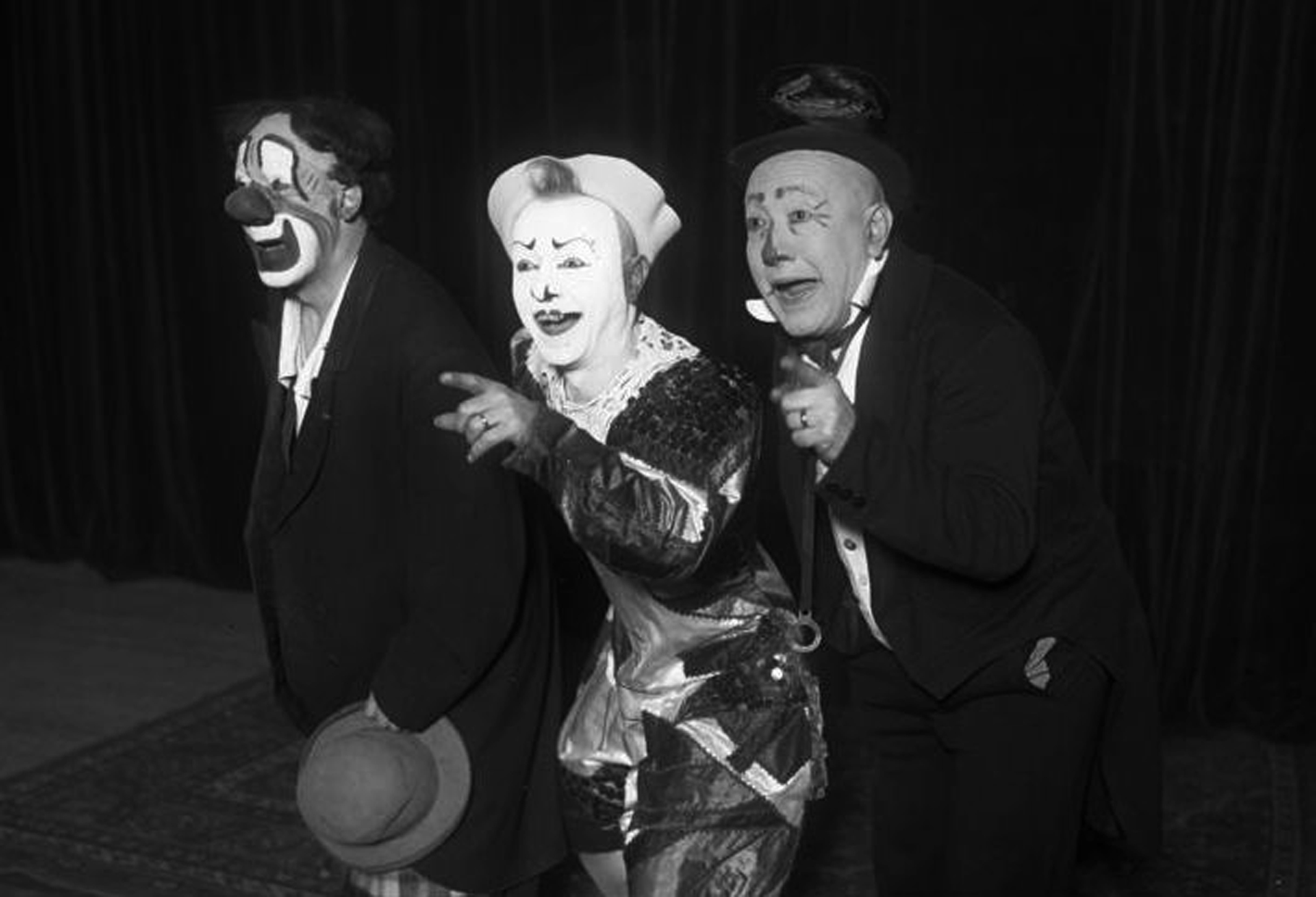
Клоуны братья Фрателлини, 1932 год

Фрателлини — знаменитая итало-французская семья клоунов, выступавшая в 1900-х — 1940-х годах XX века.
Под «цирковой семьёй Фрателлини» обычно понимают троих братьев-клоунов: Паули (1877—1940), Франсуа (1879—1951) и Альберта (1886—1961).

## Биография
Их отец, Густаво Фраттелини (1842—1905), происходил из Флоренции, был сподвижником Джузеппе Гарибальди во время периода Рисорджименто и принял участие в объединении Италии, и также был акробатом и воздушным гимнастом. Впоследствии некоторые члены его семьи переехали во Францию. Старший сын Густаво, Луи (1867—1909), также был клоуном и первоначально выступал с Паули, а Франсуа и Альберт выступали вдвоём; после смерти Луи его семья осталась без средств к существованию, и Паули присоединился к младшим братьям, сформировав получившее огромную известность во Франции трио клоунов.

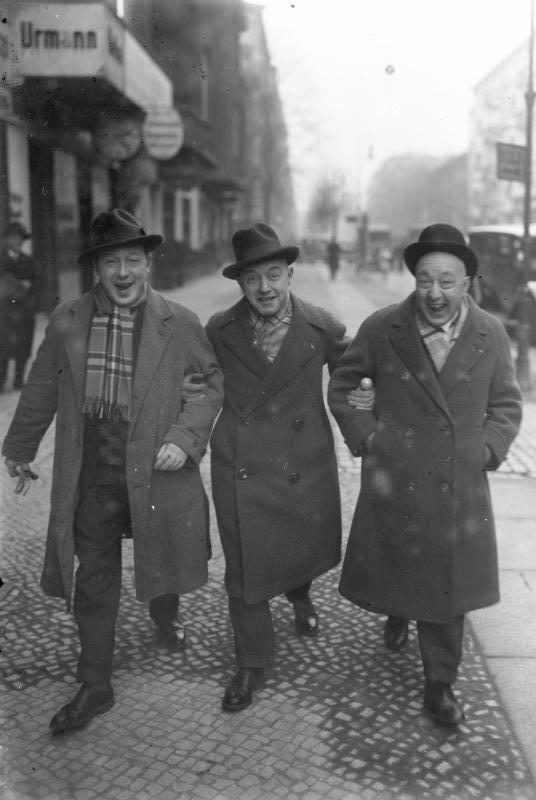
Братья Фрателлини в Берлине, 1927 год

До начала Первой мировой войны трио в основном гастролировало по различным городам европейских стран и Российской империи, но после начала войны они поступили на работу в цирк Медрано в Париже. К 1923 году они, как считается, стали едва ли не самыми известными артистами-клоунами во Франции, имели большое количество поклонников (в основном среди парижских интеллектуалов), о них часто писали в прессе, а некоторые их номера длились более сорока пяти минут. У каждого из клоунов был особый устоявшийся образ: так, Паули отличался нарочито карикатурным поведением и небольшим количеством макияжа на лице, Франсуа держался в элегантной и помпезной манере и полностью красил лицо в белый цвет, а Альберт носил рваную одежду и наносил себе на лицо гротескный макияж, элементами которого были высокие чёрные брови, густо размалёванные губы и накладной нос-«картошка»; по некоторым предположениям, именно типаж Альберта во многом сформировал стереотипный облик современного клоуна.
Тристан Реми в своей книге «Клоуны» написал:
Фрателлини представляли цельную глыбу, в которой невозможно было отыскать никакой трещины. Их братские сердца избавляли артистов от зависти друг к другу и от ложного самолюбия. Каждый из партнеров был заинтересован в успехе другого, ибо игра каждого содействовала славе и триумфу всего трио. Их общие усилия завоевали расположение публики, и Фрателлини отвечали на это расположение новыми усилиями, артисты старались отплатить зрителям, отблагодарить их за то, что те не уставали проявлять интерес к работе клоунов и осыпать их похвалами. Но все это было не главным, успех трио зависел, прежде всего, от однородности, от слияния индивидуальностей трех артистов, которые, в сущности, составляли единое целое.

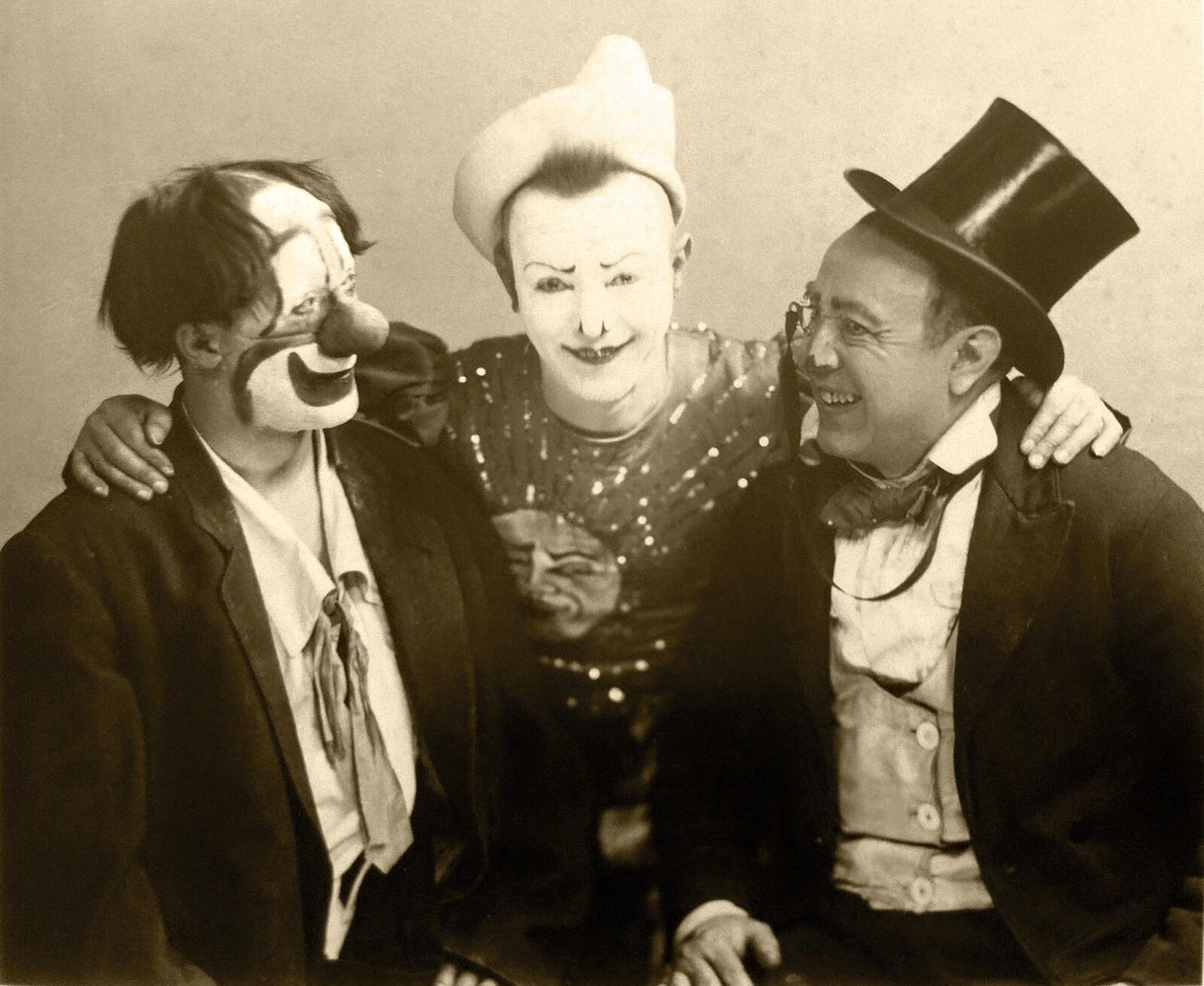
Альберт, Франсуа и Поль Фрателлини

Стремительный, с буйной фантазией Франсуа, выражал тип традиционного французского клоуна.
Медлительный увалень, тем не менее, с экстравагантными чудачествами, Альбер — «шут гороховый», типаж англосаксонского эксцентрика, рождённый в недрах английской пантомимы. Они составляли две крайности, которые с необыкновенной ловкостью и лукавством, находчивостью и осмотрительностью, изворотливостью и предприимчивостью, объединял в образе «рыжего» Поль. В его персонаже, который был немецкого происхождения, безотчетно уравновешивались две противоположные тенденции, воплощенные в манере игры братьев. Таким образом, персонажи братьев Фрателлини интуитивно выражали три современных течения в клоунаде того времени.
Те же историки многие годы пытаются классифицировать амплуа каждого из братьев Фрателлини, подбирая всевозможные соответствия и аналогии. Вот некоторые из них:
- 1.Поль — осмотрительность и лукавство, Франсуа — веселость и жизнерадостность, Альбер — застенчивость и беспорядочность.
- 2. Поль — воплощение добродушия, Франсуа — изящества, Альбер — грубоватого юмора.
- 3. Типажи клоунов импонировали вкусам и были любимцами определённого сословия: Франсуа — буржуазии, Поль — мещанства, Альбер — пролетариата.
- 4. По социальной значимости общения и взаимодействия Поля называли нотариусом, Франсуа — адвокатом, а Альбер был, как правило, истец.

Впрочем, те же историки и биографы братьев отмечают, что, в конечном счете, эти градации ничего не объясняют.

### Фрателлини в России
Артистическая «фирма» — братья Фрателлини — родилась в России. Густава Фрателлини-отца привез в Россию Саламонский. У Густава было четверо сыновей, совсем ещё молодых. Они тогда ещё не работали в цирке. Семья Фрателлини была связана с Саламонским в течение одиннадцати лет, то ссорясь с ним, то «заключая перемирие».

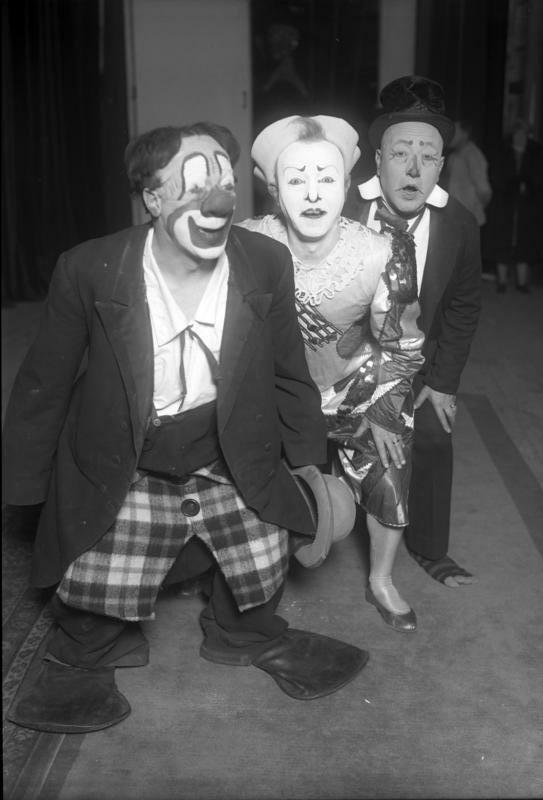
Трио Фрателлини, 1932 год

 Клоунский номер — «Братья Фрателлини» — создан был в Твери в цирке Безано в 1910 году. Партнеры Густава поссорились с ним, и семья Фрателлини осталась, как в цирке говорят, «на якоре». Тогда Безано предложил Густаву сделать номер с сыновьями. В небольшой комнате постоялого двора они начали репетировать — отец и сыновья, четыре брата, и это, как потом показала жизнь, положило начало блестящей карьере этих талантливых клоунов, которых вскоре узнал весь мир.
Уехав за границу и став знаменитыми артистами Парижского цирка, Фрателлини не порывали связи с Россией.
В 1927 году в письме в редакцию журнала «Цирк и эстрада» они писали, что уверены в своем приезде в русские цирки, вспоминали о зрителях, о которых у них остались самые лучшие воспоминания, хотя в России их работа проходила в очень трудных материальных условиях — они попадали к директорам, которые прогорали, и Фрателлини страшно бедствовали, несмотря на большой успех на манеже.
«Нашему успеху способствовала восторженность русского зрителя. С искренней непосредственностью восприятий русского зрителя может сравниться только, пожалуй, всегда беспокойная и побуждающая к работе толпа Парижа. Все же все наши самые тяжелые жизненные невзгоды относятся именно к этому периоду работы у Саламонского. По истечении года мы уже знали всех чиновников ломбарда», — писали они в другой статье, адресованной в журнал «Цирк и эстрада».
Очень тепло о встрече с братьями Фрателлини в Парижском цирке написала в своей книге воспоминаний об отце «Куприн — мой отец» дочь писателя Ксения Куприна:
Когда мы с отцом пришли в уборную Фрателини, они очень ласково нас приняли и между двумя мазками грима на ломаном русском языке вспоминали свою жизнь и приключения в России, которую они изъездили вдоль и поперек. Они считали, что, кроме парижан, русский зритель — самый чудесный ценитель цирка в мире. Один из трех братьев — Альберт с улыбкой сообщил нам, что он родился в Москве и что при рождении его обмыли водкой. Детьми они уже участвовали в пантомимах. В каком-то затерянном уездном городке России два товарища, работавших с Густавом Фрателини, его покинули. Положение было катастрофическим. И вот в холодной избе началась настоящая клоунская карьера четырех мальчиков. С энергией отчаяния они в одну ночь срепетировали номер, который на другой день прошел с большим успехом.
В 25 главе этой книги сказано, что у Фрателлини во время пребывания в России был открытый конфликт в борьбе за первенство с Дуровым.
Во время разговора в уборную вбегали молодые люди, девушки, дети - все они были потомками трех братьев и работали в цирке. Куприн жадно слушал быстрые фразы трех клоунов. Он спросил о своем друге Жакомино, но Фрателини только кивали головами и улыбались: «Си, си, Жакомино». Когда разговор зашел о Дурове, они перестали улыбаться. Оказывается, Фрателини не поладили с ним, и ссора приняла настолько бурный характер, что в Москве образовалось два лагеря: за и против иностранных клоунов… Директор цирка устроил торжественное примирение на арене, но это была только инсценировка - вражда так и не прекратилась.

## Послесловие
Поль Фрателлини умер в июне 1940 года, и на фоне памятных событий того времени смерть его прошла почти незамеченной. Его место в трио занял Чарли Илес. Но ни усилия Франсуа и Альберта, ни добрая воля Илеса не могли возместить отсутствие Поля. Фрателлини все ещё выступают на аренах цирка, но они как-то потеряли веру в себя, и им подчас недостает аплодисментов, которые могли бы их подбодрить. Трио не хватает столь человечного и добродушного артиста в цилиндре, который посылал публике дружескую улыбку, и Чарли Илес так и не сумел его заменить. Если Поль Фрателлини и не был «интеллектуальным» клоуном, каким его многие считали, то он, бесспорно, был душой трио, его мозгом. Покинув наш мир, Поль Фрателлини унес вместе со своим цилиндром, моноклем, мягким воротничком, сюртуком, разноцветными носками и смешными башмаками нечто большее: он унес самый дух фантазии, которая принесла трио Фрателлини такую громкую славу.
После смерти Поля ни одно трио не смогло ещё сравниться с блестящим комедийным мастерством Фрателлини; необыкновенное чувство смешного, сочетание реализма и эксцентричности составляют неповторимую особенность этого трио. Франсуа прожил 72 года и умер в 1951 году, а Альберта не стало в 1961 году, ему было 75 лет.
Некоторые из детей братьев также стали цирковыми артистами.
Сын Поля — Виктор (1901—1979), и его дочь, внучка Поля — Анни, были известными во Франции клоунами. Анни Фрателлини (14 ноября 1932 — 30 июня 1997) родилась в семье Виктора Фрателлини и Сюзанны Руссо в Алжире. Она считается первой женщиной — цирковым клоуном во Франции.
Свою карьеру Анни начала в цирках Медрано и Пиндер, когда ей было 14 лет, но позже бросила цирк и пела в музыкальных залах и ночных клубах. В 1969 году она снялась в фильме «Большая любовь» и вышла замуж за режиссёра фильма Пьера Этекса, он и посоветовал жене заняться всерьез клоунадой. Анни Фрателлини умерла от рака в возрасте 64 лет в 1997 году.

## Академия Фрателлини
Анни Фрателлини со своим мужем Пьером Этексом в 1974 году создают в Париже цирковое училище Фрателлини.
С 2003 года — Центр обучения цирковым искусствам «Академия Фрателлини» располагается на равнине Сен-Дени, в двух шагах от Стад-де-Франс.

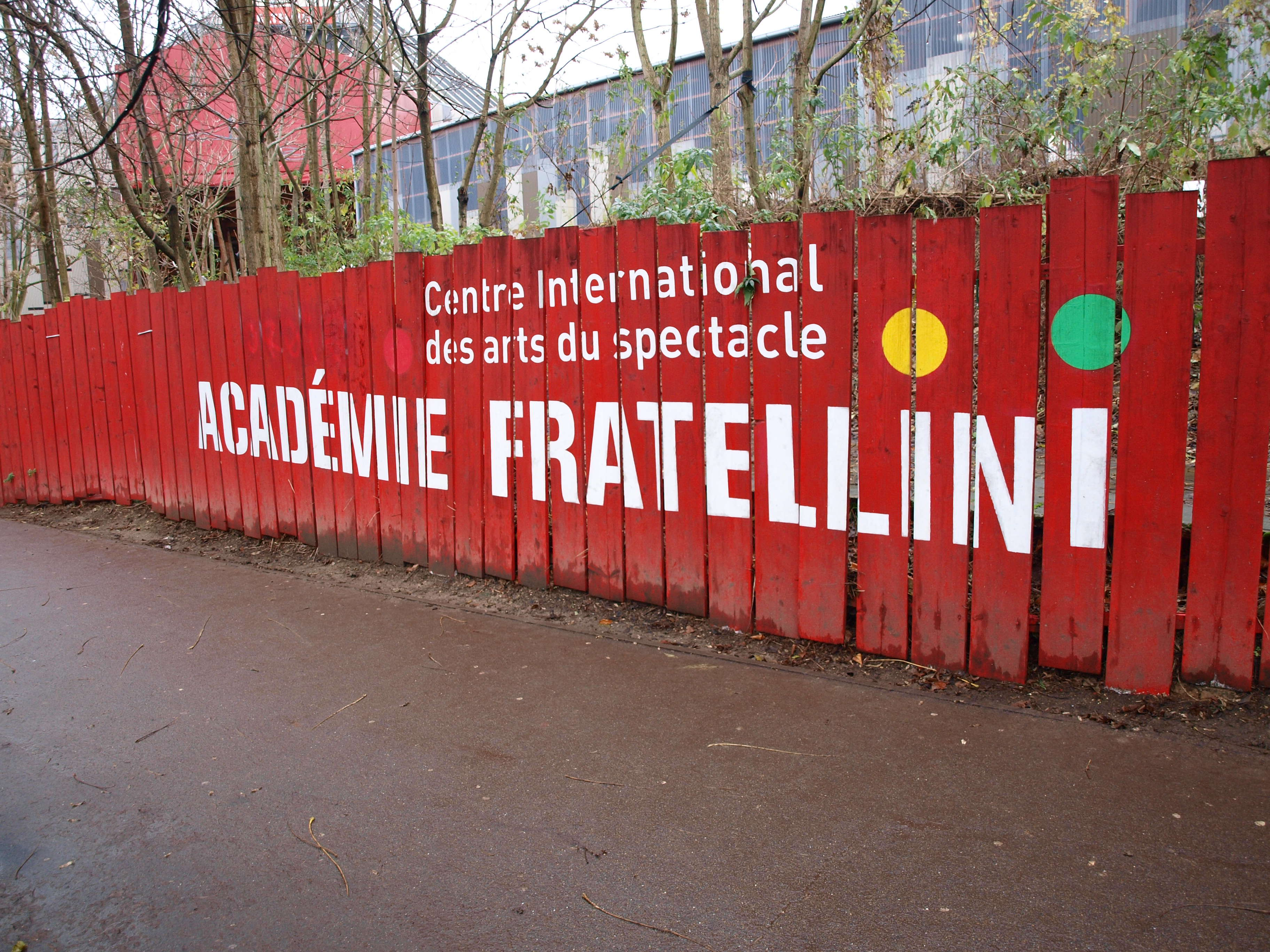
«Академия Фрателлини» в Сен-Дени

 Учебная программа состоит из коллективного и индивидуального обучения и уделяет большое внимание научным исследованиям и художественному творчеству.
Помимо того, что Академия является местом обучения, академия также является центром создания и распространения шоу, а также центром художественных и культурных мероприятий в масштабах Большого Парижа.
Студенты, педагоги, артисты и любители циркового искусства посвящают себя волшебному и сказочному цирковому миру, населенному акробатами и клоунами, гимнастами и жонглерами, которые танцуют, играют, исследуют и увлекают своим мастерством всех детей: от 7 (или менее) до 77 лет (или старше).
Известно, что знаменитый французский актёр Венсан Кассель, прежде чем стать киноактером, проходил обучение цирковому мастерству в училище Фрателлини.